# Тамбовка (Астраханська область)
Тамбовка  (рос. Тамбовка) — село у Харабалінському районі Астраханської області Російської Федерації.
Населення становить 2487 осіб. Входить до складу муніципального утворення Тамбовська сільрада.

## Історія
Населений пункт розташований на території українського етнічного та культурного краю Жовтий Клин. Від 1925 року належить до Харабалінського району.
Згідно із законом від 6 серпня 2004 року органом місцевого самоврядування є Тамбовська сільрада.

## Населення
| 2002 | 2010  | 2011  | 2012  |
| ---- | ----- | ----- | ----- |
| 3544 | ↘2431 | ↗2487 | →2487 |